# برج أستراخان التلفزيوني
برج أستراخان التلفزيوني (بالروسية: Астраханская телебашня) هو برج تلفزيوني يقع في مدينة أستراخان بروسيا.

## تاريخ
بُني البرج في عام 1967، ويبلغ ارتفاعه 180 متراً. يمكن رؤيته على مسافة 10 كلم.
أدّى استخدام التكنولوجيا الحديثة إلى خفض استهلاك الطاقة لدرجة أنه تم ترشيح برج أستراخان في موسوعة جينيس للأرقام القياسية.